# Anja Wolkenhauer

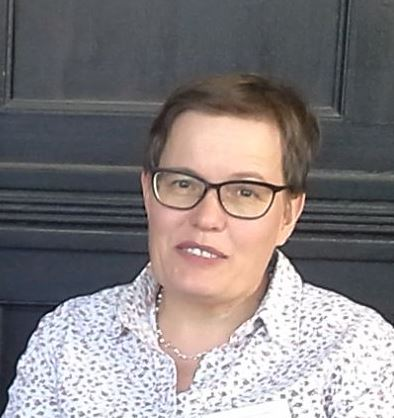
Anja Wolkenhauer, 2019

Anja Wolkenhauer (* 7. August 1967 in Hamburg) ist eine deutsche Klassische Philologin.

## Leben
Nach dem Schulbesuch und einer Ausbildung zur Antiquariatsbuchhändlerin im Hamburger Antiquariat Paul Hennings (1986–1989) arbeitete Anja Wolkenhauer in Hamburg und Berlin als Antiquarin mit Schwerpunkten in den Bereichen Handschrift, Frühdruck, Druckgraphik und ältere europäische Literaturen. Parallel dazu studierte sie von 1989 bis 1996 als Stipendiatin der Studienstiftung des Deutschen Volkes an den Universitäten in Hamburg und Florenz Klassische Philologie, Kunstgeschichte und Geschichte der Naturwissenschaften. 1996–2000 promovierte sie als Stipendiatin des Graduiertenkollegs Griechische und Byzantinische Textüberlieferung, Wissenschaftsgeschichte, Humanismusforschung und Neulatein in Hamburg, ergänzt durch Forschungsaufenthalte an der Herzog August Bibliothek Wolfenbüttel und am Centro Tedesco di Studi Veneziani.
Ihre Doktorarbeit galt der Rezeptionsgeschichte der antiken Literatur und Kunst im frühen Buchdruck, besonders in den Druckerzeichen des 15. und 16. Jahrhunderts. Sie wurde 2001 auf Vorschlag der Joachim-Jungius-Gesellschaft der Wissenschaften mit dem Förderpreis der Helmut und Hannelore-Greve-Stiftung für Wissenschaften und Kultur ausgezeichnet. 2001–2002 war sie mit einem Projekt zur spätantiken Kommentarliteratur PostDoc-Stipendiatin im Graduiertenkolleg Der Kommentar in Antike und Mittelalter an der Ruhr-Universität Bochum. 2002–2010 arbeitete sie als wissenschaftliche Assistentin von Dorothee Gall am Institut für Griechische und Lateinische Philologie der Universität Hamburg, wo sie in einem interdisziplinären Verbund (GW-net) E-learning-Modelle für die latinistische Lehre entwickelte (Einführung in die antike römische Kultur – Welchen Nutzen bringt Blended Learning?). 2006 wurde sie in den Vorstand der Hamburger Sektion des Deutschen Altphilologenverbandes gewählt.
In ihrer Habilitationsschrift beschäftigte Wolkenhauer sich mit der Mentalitätsgeschichte der Zeit in der römischen Antike. Die Arbeit wurde finanziell u. a. durch das Kalkhof-Rose-Stipendium der Mainzer Akademie der Wissenschaften und der Literatur unterstützt. Wolkenhauer erlangte im Februar 2009 die venia legendi für Klassische Philologie und für Neulateinische Philologie. Im Sommersemester 2009 folgte sie der Einladung auf eine Teaching-Equality-Gastprofessur an der Universität Tübingen und wurde zum 1. April 2010 auf den Lehrstuhl für Lateinische Philologie I am Philologischen Seminar der Universität Tübingen berufen (W3-Professur).
Ihre Forschungsarbeiten gelten der Literatur- und Kulturgeschichte der lateinischen Literatur von der römischen Antike bis in die Gegenwart. Neben ihrem Schwerpunkt in der historischen Zeitforschung (gesellschaftliche Zeitordnungen, Zeitmessung, literarische und kulturelle Entwürfe von Schlaf und Nacht) hat sie zahlreiche Studien zu Plinius dem Älteren, den Konzepten von Erfindung und Weitergabe (Tradition), der Wirkungsgeschichte der Hieroglyphik als einer 'anderen Antike' sowie zur historischen Aufarbeitung der weitgehend mündlich überlieferten lateinischen Merkverse vorgelegt. Aufbauend auf ihrer langjährigen Tätigkeit als Antiquarin forscht sie auch zu buchhistorischen Fragen der Vormoderne (Geschichte des Lesens, Text und Bild, Emblematik, Humanismus und früher Buchdruck, Druckgraphik). Sie ist Vorstandsmitglied und Projektleiterin im Sonderforschungsbereich 1391 „Andere Ästhetik“ an der Universität Tübingen, Projektleiterin im Schwerpunktprogramm 2130 „Übersetzungskulturen der Frühen Neuzeit“, Co-Leiterin der trilateralen Forschungskonferenzen zum älteren Plinius an der Villa Vigoni, Mitglied des Arbeitskreises Frühneuzeitforschung an der Herzog August Bibliothek Wolfenbüttel sowie Mitherausgeberin der Wolfenbütteler Renaissance-Mitteilungen sowie der Reihe Spudasmata. Im Beirat der Warburg-Melchior-Olearius-Stiftung (Hamburg) engagiert sie sich auf Landes- und Bundesebene für die Förderung des altsprachlichen Unterrichts.
Anja Wolkenhauer ist verheiratet und hat zwei Kinder.

## Schriften (Auswahl)

### Monographien
- Zu schwer für Apoll. Die Antike in humanistischen Druckerzeichen des 16. Jahrhunderts. Wiesbaden 2002 (= Wolfenbütteler Schriften zur Geschichte des Buchwesens 35; zugleich Dissertation, Universität Hamburg), ISBN 3-447-04717-8.
- Sonne und Mond, Kalender und Uhr. Studien zur Darstellung und poetischen Reflexion der Zeitordnung in der römischen Literatur. Berlin/New York 2010 (= Untersuchungen zur antiken Literatur und Geschichte 103; zugleich Habilitationsschrift, Universität Hamburg), ISBN 978-3-11-024712-1.

### Herausgeberschaften
- Ludwig Volkmann, Bilderschriften der Renaissance. Hieroglyphik und Emblematik in ihren Beziehungen und Fortwirkungen. Faksimile des Erstdrucks von 1923 mit Beiträgen von F. Ebeling, U. Pfisterer und A. Wolkenhauer neu herausgegeben von A. Wolkenhauer, Stuttgart 2023 (Bibliothek des Buchwesens, 33).
- mit Johannes Helmrath: Ägypten übersetzen. Fremde Schrift als Imaginationsraum europäischer Kulturen, Wolfenbütteler Forschungen 173, 2022 (Komm. Wiesbaden, Harrassowitz), ISBN 978-3-447-11877-4.
- mit Annette Gerok-Reiter, Stefanie Gropper und Jörg Robert: Ästhetische Reflexionsfiguren in der Vormoderne. Heidelberg 2019 (Germanisch-romanische Monatsschrift: Beiheft 88).
- mit Bernhard F. Scholz: Typographorum emblemata. The Printer’s Mark in the Context of Early Modern Culture. Berlin/New York 2018 (= Schriftmedien 4), ISBN 978-3-11-043027-1.
- mit Michaela Scheibe: Signa vides. Researching and recording printers‘ devices. Papers presented on 17–18 March 2015 at the CERL Workshop, hosted by the National Library of Austria, Vienna, London 2015 (=CERL Studies)
- mit Dorothee Gall: Laokoon in Literatur und Kunst. Schriften des Symposions „Laokoon in Literatur und Kunst“ 2006, Berlin/New York 2009 (= Beiträge zur Altertumskunde 254), ISBN 978-3-11-021037-8.
- mit Antje Theise: Emblemata Hamburgensia. Emblembücher und angewandte Emblematik im frühneuzeitlichen Hamburg. Mit einem Bestandskatalog der Emblembücher in der SUB. Katalog zur Ausstellung in der SUB Carl von Ossietzky, Kiel 2009, ISBN 978-3-937719-92-4.
- mit Gabriele Dürbeck, Bettina Gockel, Susanne Keller, Monika Renneberg, Jutta Schickore und Gerhard Wiesenfeldt: Wahrnehmung der Natur – Natur der Wahrnehmung. Studien zur Geschichte visueller Kultur um 1800. Dresden 2001.
- mit Irmgard Männlein-Robert: Spudasmata. Studien zur Klassischen Philologie und ihren Grenzgebieten.
- mit Marc Föcking, Jürgen Leonhardt, Ulrich Pfisterer: Wolfenbüttler Renaissance Mitteilungen (WRM).